# Rivière Thompson (rivière Franquelin)
Pour les articles homonymes, voir Thompson et Rivière Thompson.
La rivière Thompson est un affluent de la rivière Franquelin, coulant dans le canton de Franquelin, dans la municipalité de Franquelin, dans la municipalité régionale de comté (MRC) de Manicouagan, dans la région administrative de la Côte-Nord, dans la province de Québec, au Canada.
La sylviculture s'avère l'activité économique principale de cette vallée[source détournée].
La surface de cette rivière de la Moyenne-Côte-Nord est habituellement gelée du début de novembre à la fin avril, sauf les zones de rapides; toutefois la circulation sécuritaire sur la glace se fait généralement de la fin novembre au début d'avril.[réf. nécessaire]

## Géographie
La rivière Thompson tire sa source d'un lac non identifié (longueur: 0,6 km; altitude: 129 m) situé dans la municipalité de Franquelin. Cette embouchure est située à 1,5 km au nord-est de l'embouchure de la rivière Thompson[source insuffisante].
À partir de sa source, la rivière Thompson coule sur 2,0 km avec une dénivellation de 68 m, en zone forestière, selon les segments suivants:
- 0,6 km vers le sud en traversant le lac Thompson (longueur: 0,5 km; altitude: 128 m), jusqu'à son embouchure. Note: Une décharge (venant du sud-est) de quatre lac se décharge sur la rive sud-est de ce lac;
- 1,4 km d'abord vers le sud en courbant vers le sud-ouest, jusqu'à son embouchure[2][source insuffisante].

La rivière Thompson se déverse sur la rive est de la rivière Franquelin. Cette confluence est située à:
- 4,9 km au nord-est de l'embouchure de la rivière Franquelin;
- 18,2 km au sud-ouest du centre du village de Godbout;
- 33,4 km au nord-est du centre-ville de Baie-Comeau[2][source insuffisante].

À partir de l’embouchure de la rivière Thompson, le courant descend sur 7,8 km le cours de la rivière Franquelin jusqu'à la rive nord de l’estuaire du Saint-Laurent.

## Toponymie
Le terme "Thompson" s'avère un patronyme de famille d'origine anglaise.[réf. nécessaire] Les toponymes "lac Thompson" et "rivière Thompson" sont liés.
Le toponyme « rivière Thompson » a été officialisé le 5 décembre 1968 à la Banque des noms de lieux de la Commission de toponymie du Québec.